# Gerhard Roselt
Gerhard Roselt (* 9. September 1915 in Wöllnitz; † 31. März 2000 in Ilmenau) war ein deutscher Paläobotaniker. Sein offizielles botanisches Autorenkürzel lautet „Roselt“. 

## Leben
Roselt war zunächst bei der Handelsmarine und studierte nach Wehrdienst im Zweiten Weltkrieg ab 1947 an der Universität Jena Biologie und Geographie mit dem Diplom in Biologie 1952. Danach war er an der Arbeitsstelle Paläobotanik und Kohlenkunde der Deutschen Akademie der Wissenschaften in Berlin und wurde dort 1954 bei Walther Gothan promoviert. Er war Privatdozent für Paläobotanik in Jena und ab 1960 Dozent und ab 1963 Professor für Paläobotanik und Kohlengeologie an der Bergakademie Freiberg und ab 1963 Leiter des Instituts für Brennstoffgeologie. 1981 wurde er emeritiert und wohnte in Ilmenau.
Er bearbeitete die fossilen Pflanzen des Lettenkeupers aus der Sammlung Rühle von Lilienstern, befasste sich mit Koniferenblüten, der Struktur vererzter Pflanzenteile und Kohlengeologie. Im Rahmen der Internationalen Kommission für Kohlenpetrologie wirkte er an der Bearbeitung des Internationalen Lexikons für Kohlenpetrologie (ILKP) mit.
1988 veröffentlichte er eine Untersuchung des sogenannten Freiberger Kohlenschädels, einem Braunkohle-Relikt (Miozän, Böhmen) in Form eines Schädels, der nach Roselt eine Fälschung des Erstbesitzers im 19. Jahrhundert, eines Apothekers namens Löscher, ist.

## Schriften
- Ein neuer Schachtelhalm aus dem Keuper und Beiträge zur Kenntnis von Neocalamites meriani BRONG. In: Geologie, 3, 1954, S. 617–643
- Eine neue männliche Gymnospermenfruktifikation aus dem Unteren Keuper von Thüringen und ihre Beziehungen zu anderen Gymnospermen. In: Wissenschaftliche Zeitschrift der Friedrich-Schiller Universität Jena, mathematisch-naturwissenschaftliche Reihe, 5 (12), 1956, S. 75–119
- Neue Koniferen aus dem Unteren Keuper und ihre Beziehungen zu verwandten fossilen und rezenten. In: Wissenschaftliche Zeitschrift der Friedrich-Schiller Universität Jena, mathematisch-naturwissenschaftliche Reihe, 7 (4/5), 1958, S. 387–409
- Neue Cycadophyten-Reste aus dem Unteren Keuper. In: Senckenbergiana lethaia. Band 41, 1960, S. 121–137
- Unsere Heilpflanzen. Urania-Verlag, Leipzig/Jena, 1962 (mit Friedrich Dörfler)